# امجد زهاوی
امجد زهاوی (۱۸۸۲–۱۷ نوامبر ۱۹۶۷م) فقیه و قاضی  شرعی عراقی بود.

## زندگی
امجد بن محمد سعید زهاوی، در ۱۸۸۲م/ ۱۳۸۷ق در بغداد زاده شد. از مدرسهٔ قضاوت شرعی در استانبول ۱۹۰۹م دانش‌آموخته شد. به بغداد بازگشت و رئیس دادگاه استیناف، وکیل و استاد مدرسهٔ سلیمانه شد. در مدرسهٔ حقوق ادامهٔ تحصیل داد. رئیس مجلس شرعی اهل سنت برگزیده شد. پس از انقلاب ۱۹۵۸، به مدینه رفت، سپس به بغداد بازگشت.

کتابخانهٔ شخصی او به جمیعت تربیت اسلامی در کرخ، بغداد تفویض شد.